# Will John
John Oluremi William, conosciuto come Will John (Overland Park, 13 giugno 1985), è un ex calciatore statunitense, di ruolo centrocampista.

## Carriera

### Club
John cominciò la carriera professionistica nel Chicago Fire, ma successivamente vestì la maglia dei Kansas City Wizards. Passò poi ai danesi del Randers, per cui esordì nella Superligaen il 6 aprile 2008, sostituendo Carsten Fredgaard nella sconfitta casalinga per 0-2 contro l'Odense.
Si trasferì poi ai serbi del Čukarički Stankom, prima di accordarsi con i croati del Vinogradar, dove rimase per un biennio. Fu successivamente in forza all'Ashdod, formazione israeliana.
Nel 2013, si trasferì agli azeri dell'AZAL Baku.

### Nazionale
John fu tra i convocati degli Stati Uniti under 20 in vista del campionato nordamericano Under-20 2005. In seguito, partecipò anche al mondiale Under-20 2005.